# Список врагов Бэтмена
Это список вымышленных персонажей DC Comics, которые являются врагами Бэтмена. Часть людей, противостоявших Бэтмену, не имеют сверхспособностей, а являются участниками преступных организаций или безумцами.

## Часто упоминающиеся враги
Данная таблица описывает наиболее часто встречаемых персонажей, которые противостояли Бэтмену в комиксах, мультфильмах и играх:
| Имя                                           | Первое упоминание                                             | Описание |
| --------------------------------------------- | ------------------------------------------------------------- | --- |
| Анархия (Anarky)                              | Detective Comics #608 (Ноябрь 1989)                           | Является подростком-вундеркиндом, который создаёт импровизированные гаджеты, чтобы бороться с несправедливостью и свергнуть правительство, отсюда и его псевдоним. Его насильственные методы привели к разногласию Бэтмена с Робином. |
| Безумный Шляпник (The Mad Hatter)             | Batman #49 (Ноябрь 1948)                                      | (Джервис Тэтч) был вдохновлён на преступление благодаря книге «Приключения Алисы в Стране Чудес». Также он создал чипы, подавляющие волю человека и позволяющие им управлять. |
| Бэйн (Bane)                                   | Batman: Vengeance of Bane #1 (Январь 1993)                    | Имя происходит от английского слова «bane». Сила и интеллект делают Бэйна одним из самых опасных противников Бэтмена. Однажды ему удалось сломать позвоночник Бэтмена. |
| Блокбастер (Blockbuster)                      | Detective Comics #345 (Ноябрь 1965)                           | Был слабым химиком до того, как начал экспериментировать со стероидами, после чего он стал безмозглой грудой мышц и был убит ставленником Дарксайда. Позже Роланд Дезмонд (старший брат оригинального Блокбастера) мутировал во второго Блокбастера во время прохождения лечения экспериментальными стероидами, которые дали ему суперсилу. |
| Виктор Зсасз (Victor Zcacz)                   | Batman: Shadow of the Bat #1 (Июнь 1992)                      | Является серийным убийцей, чаще всего убивающим ножом. После каждого убийства оставляет на своём теле шрам в память о каждой жертве. На данный момент почти всё его тело покрыто шрамами, но он до сих пор держит специальное местечко для Бэтмена. |
| Глиноликий (Clayface)                         | Detective Comics #40 (Июнь 1940)                              | Псевдоним, используемый несколькими суперзлодями вселенной DC Comics. Все являлись врагами Бэтмена. Каждый из них владел своим набором суперсил, но среди общих были — смена внешности и то, что тело состоит из живой грязи, которую невозможно повредить, так как она тут же восстанавливается. |
| Двуликий (Two-face)                           | Detective Comics #66 (Август 1942)                            | Бывший районный прокурор Готэма. Харви Дент одержим совершением преступлений и принимает решения о том, кому жить, а кому умирать, подбрасывая монету с крестом на одной стороне. Одна сторона его лица была травмирована кислотой, которую вылил на него Сальваторе Морони во время одного из судебных заседаний. Позже Хаш выполнил хирургическую операцию на второй половине его лица, которая придала ей обычный вид, и Дент снова перешёл на сторону Тёмного рыцаря, но ненадолго. В скором времени Большая Белая Акула подставил его и он снова стал Двуликим. |
| Джокер (The Joker)                            | Batman #1 (Весна 1940)                                        | Злодей, носящий стилизованную клоунскую одежду и имеющий внешность клоуна вследствие падения в чан с кислотой. Носит фиолетовый костюм и сражается при помощи разных предметов, которые стилизованы под реквизит клоуна и иллюзиониста, например, шокер на руке, цветок, испускающий кислоту и веселящий газ. Заклятый враг Бэтмена. |
| Доктор Хьюго Стрэндж (Dr. Hugo Strange)       | Detective Comics #36 (Февраль 1940)                           | Психолог, который использует свои знания в химии. Создал сыворотку, превращающую своих жертв в безвольных животных, которые подчиняются каждой его команде. Предполагается, что именно он создал «газ страха» который использует Пугало. Также он знает личность Бэтмена. |
| Слейд Уилсон/Детстроук (Deathstroke)          | "New Teen Titans" (том 1) № 2 (декабрь 1980)                  | Профессиональный и опытный наёмный убийца, бывший военный, а также мастер стратегии. Слейд в возрасте шестнадцать лет поступил в армию. В ней он стал одним из лучших солдат. |
| Думатель (Cluemaster)                         | Detective Comics #351 (Май 1966)                              | Бывший хозяин игрового шоу, позже перешёл к преступной жизни. Является отцом Стефани Браун, также известной как Спойлер. Думатель умер во время работы на Отряд Самоубийц. |
| Дэдшот (Deadshot)                             | Batman #59 (Июнь 1950)                                        | Наёмный убийца, который регулярно хвастается тем, что «никогда не пропускает ни одного задания», из-за ошибки убивает своего брата. Участвовал в Отряде Самоубийц. |
| Женщина-кошка (Catwoman)                      | Batman #1 (Весна 1940)                                        | Воровка, крадущая драгоценности. Она чрезвычайно гибкая и акробатичная. Хотя впоследствии становится другом и помощником Бэтмена и знает о его личности. |
| Загадочник (The Riddler)                      | Detective Comics #140 (Октябрь 1948)                          | Криминальный гений, который на местах своих преступлений оставляет головоломки Бэтмену, из-за которых обычно и проигрывает. Часто носит костюм в виде вопросительного знака. Через какое-то время узнал личность Бэтмена, но держал это в тайне, чтобы Ра’с аль Гул не убил его за то, что он использовал Яму Лазаря. |
| Календарный Человек (Calendar Man)            | Detective Comics #259 (Сентябрь 1958)                         | Известен преступлениями, совершаемыми по праздникам и знаменательным датам. Часто носит костюмы, которые намекают нам о каком празднике идёт речь. Его наиболее известной ролью является его появление в мини-сериале Batman: The Long Halloween, где он выступал в роли Ганнибала Лектера. |
| КГБист (KGBeast)                              | Batman #417 (Март 1988)                                       | Безжалостный убийца. Известен как Анатолий Князев. Во время операции по убийству Рональда Рейгана, Бэтмен схватил его за левое запястье петлёй, но Кгбист отрезал свою руку топором, чтобы избежать поимки. Позднее он возвращается с кибернетическими протезами. Был среди злодеев, казнённых по приказу Большой белой акулы Счетоводом. |
| Король Часов (Clock King)                     | World’s Finest Comics #111 (Август 1960)                      | Это имя двух суперзлодеев вселенной DC Comics. Сначала Король часов был врагом Зелёной стрелы, но позже он появился в Justice League International и Suicide Squad, а также мультсериале Batman: The Animated Series. У него не было никаких способностей, кроме повышенного стремления к порядку. Он мастер планирования и иногда использует приспособления, связанные с часами и временем. |
| Красный колпак (Red Hood)                     | Batman #635 (Декабрь 2004)                                    | Первый Красный колпак был мелким преступником, пока не упал в чан с химикатами. После случившегося приобрел белую кожу, зелёные волосы, красную улыбку и стал похожим на сумасшедшего клоуна. Взяв псевдоним Джокер, он начал совершать свои преступления связанные с шутками и каламбурами. Вторым Красным Колпаком стал Джейсон Тодд, также известный как второй Робин. Был убит Джокером, после чего был помещён Ра’с аль Гулом в Яму Лазаря. Терроризировал Черную Маску, в надежде, что тот от отчаяния попросит помощи у Джокера, так как только у Маски был доступ к психиатрической больнице Аркхем. Позже избил Джокера, отомстив за свою смерть. Впоследствии Джейсон всё же вновь стал союзником Бэтмена. |
| Макси Зевс (Maxie Zeus)                       | Detective Comics #483 (Май 1979)                              | Был учителем истории, но после смерти жены сошёл с ума, а позже превратился в безумца с навязчивой идеей по поводу греческой мифологии. Обычно использует электричество, подражая греческому богу Зевсу. Позже был убит в качестве жертвы богу Аресу. |
| Мистер Фриз (Mr. Freeze)                      | Batman #121 (Февраль 1959)                                    | Учёный, экспериментировавший с криогеникой, и при несчастном случае выливший на себя реактивы. Использует замораживающее оружие и должен носить охлаждающий костюм, чтобы не умереть. |
| Мен-Бэт (Man-Bat)                             | Detective Comics #400 (Июнь 1970)                             | Изобрёл сыворотку, способную наделить его способностями к эхолокации, в надежде вылечить свою растущую глухоту, но сыворотка имела непредвиденные побочные эффекты, превращающие его в огромную летучую мышь. |
| Пингвин (The Penguin)                         | Detective Comics #58 (Декабрь 1941)                           | Является одним из самых влиятельных криминальных боссов Готэма, которого можно редко увидеть без фирменного зонта-пулемёта. Выполняет свои преступления при помощи птиц. Использует собственный ночной клуб «Айсберг» в качестве прикрытия преступной деятельности. |
| Прометей (Prometheus)                         | New Year’s Evil: Prometheus #1 (Февраль 1998)                 | Сын двух преступников-хиппи, совершивших убийство и воровство. Прометей путешествовал по США вместе с ними, пока их не загнали в угол и не расстреляли местные органы власти. Из-за этого Прометей стал седым и поклялся уничтожить все силы правосудия за убийство родителей. |
| Пугало (The Scarecrow)                        | World’s Finest Comics #3 (Осень 1941)                         | Безумный психолог/биохимик, специализируется на изучении природы страха. Одетый как пугало, он использует специальное оружие, оборудование и методы, предназначенные для использования страха в своих преступлениях. Его «газ страха» стимулирует фобии своих жертв. По иронии судьбы, сам Крэйн испытывает страх к летучим мышам. |
| Ра’с аль Гул (Ra’s al Ghul)                   | Batman #232 (Июнь 1971)                                       | Является террористом с многовековым опытом. Он знает тайну личности Бэтмена и использует специальные «ямы», известные как ямы Лазаря, которые позволяют ему избежать смерти и жить на протяжении нескольких веков. Является руководителем группы убийц под названием «Лига теней». |
| Саймон Хёрт (Simon Hurt)                      | Batman #156 (Июнь 1963)                                       | Изначально играл роль неназванного ученого в истории «Робин умирает на рассвете» и 40 лет спустя был показан как доктор Саймон Хёрт, более известный как Доктор Хёт. Утверждал, что является Томасом Уэйном и контролирует Клуб Злодеев. Позже выяснилось, что он предок Томаса Уэйна с тем же именем, ставший бессмертным благодаря встрече с Гипер-адаптером. Убит Джокером в Бэтпещере |
| Светлячок (Firefly)                           | Detective Comics #184 (Июнь1952)                              | Сирота, стал пироманом, разработал огнеупорный костюм с огнемётом для дальнейшего использования в своём хобби. Первоначально был известен как хитрый преступник. Изобрёл большое количество оружия, которое включает свет, чтобы совершать преступления. |
| Соломон Гранди (Solomon Grundy)               | All-American Comics #61 (Октябрь 1944)                        | Торговец, убитый и брошенный в болото, где был преобразован в нежить, сверхсильного зомби. Был первоначально врагом Зеленого Фонаря Алана Скотта, чьё магическое кольцо не действовало на Гранди из-за того, что тот частично стал растением. Позднее Соломон стал врагом Бэтмена во время Долгого Хэллоуина. |
| Траляля и Труляля (Tweedledum and Tweedledee) | Detective Comics #74 (Апрель 1943)                            | Родственники, которых часто принимали за близнецов. Жирные, ленивые и трусливые часто выполняют «грязную работу». Пара обычно носит костюмы по образцу своих тёзок из книги Льюиса Кэрролла «Алиса в Зазеркалье». Иногда изображаются как пособники Джокера. |
| Тряпичная кукла (Rag Doll)                    | Flash Comics # 36 (декабрь 1942)                              | Суперзлодей из вселенной комиксов DC Comics, один из противников Бэтмена и Стармена. Питер Меркель обладал сверхгибкими суставами, с помощью которых совершал преступления. Кроме того, в поздних комиксах после смерти Меркеля его сын и внук тоже использовали этот псевдоним. |
| Убийца Крок (Killer Croc)                     | Detective Comics #523 (Февраль 1983)                          | Убийца Крок был рожден с редкой мутацией, в результате чего тело окрасилось в зелёный цвет и приобрело гигантские размеры. Крок — один из самых опасных врагов Бэтмена. |
| Убийца Мотылёк (Killer Moth)                  | Batman #318 (Декабрь 1979)                                    | Кэмерон ван Клир был несовершеннолетним преступником, который выступал под псевдонимом Убийца моль. Известен тем, что является первым злодеем, побеждённым Бэтгёрл. Позже заключил сделку с демоном Нероном и стал чудовищным, насекомоподобным существом. |
| Харли Квинн (Harley Quinn)                    | Batman: The Animated Series«Joker’s Favor» (11 сентября 1992) | Была личным лечащим врачом Джокера в психиатрической больнице Arkham Asylum, позже влюбилась в него, а затем стала его помощницей. |
| Хаш (Hush)                                    | Batman #609 (Ноябрь 2002)                                     | Друг детства Брюса Уэйна, знает о истинной личности Бэтмена и хочет убить его. Хотя псевдоним Хаша происходит из детской песенки, которую напевал Пугало, Хаш оправдывает свой псевдоним, используя манипуляции и хитрости. |
| Человек-Зебра (Zebra-Man)                     | Detective Comics #275 (Январь 1960)                           | Ученый, случайно попавший под облучение высокотехнологичной машины. В результате получил способность притягивать и отталкивать любую материю, кроме металла, а его тело покрылось черными и белыми полосами. |
| Человек-кот                                   | Detective Comics #311 (Январь 1963)                           | Был всемирно известным охотником на диких кошек из джунглей и потратил на это занятие большую часть своего состояния. Позже стал грабителем, совершая свои преступления в костюме кота из древних африканских тканей, и считает, что костюм дает ему «девять жизней». |
| Чёрная маска (Black Mask)                     | Batman #386 (Август 1985)                                     | Роман Сионис — бывший бизнесмен, который ненавидел как Брюса Уэйна, так и Бэтмена, носил чёрную маску (отсюда и его псевдоним) и был боссом мафии Готэм-сити до тех пор, пока не был убит Женщиной-кошкой. Второй Чёрной маской стал доктор Джеремия Аркхэм, племянник Амадея Аркхема, сошедший с ума. |
| Чревовещатель (The Ventriloquist)             | Detective Comics #583 (Февраль 1988)                          | Первым Чревовещателем стал Арнольд Вескер. Представлял собой человека небольшого роста, работающего чревовещателем. Вскоре после появления у него новой куклы, Шрама, он начал страдать раздвоением личности и стал одним из самых опасных преступных боссов Готэма. Был среди злодеев, которые были казнены Счетоводом по приказу Большой Белой Акулы. Тем не менее, во время Темнейшей ночи стал членом корпуса Чёрных фонарей. Второй Чревовещательницей была Пейтон Райли. Она является более близкой напарницей Шрама, чем первый Чревовещатель, их отношения близки по сути к романтическим. Является бывшей женой Хаша.                                                                                       |
| Ядовитый плющ (Poison Ivy)                    | Batman #181 (Июнь 1966)                                       | Бывшая студентка передового ботанического университета биохимии, использует растения всех видов и их производные в своих преступлениях. Способна управлять всей растительной жизнью, создавать помощников из мутировавших семян и может убить человека поцелуем. Обладает иммунитетом ко всем растительным ядам. |

## Новые враги
- Мистер Тод — жаба, мутировавшая в человека.
- Купол — является толстой бородатой женщиной в костюме балерины.
- Макс Роберто — киборг с частично кибернетическим лицом. Он выступает как враг Дамиана Уэйна в будущем.
- Ниса Раатко — является дочерью Ра’с аль Гула.
- Профессор Пиг — является невменяемым лидером банды циркачей. Пиг — сокращение от Пигмалион. Экспериментирует с человеческой плотью. Носит маску свиньи. Он выступает как враг Дэмиена Уэйна в вероятном будущем.[11]
- Сиам — он использует это имя, так как владеет этим стилем боя.
- Фламинго — сумасшедший киллер. Является безмозглой машиной для убийств. Он выступает как враг Дамиана Уэйна в будущем.
- Щеготь — является гориллой в костюме клоуна, который владеет мачете и пистолетом-пулеметом. Он выступает как враг Дамиана Уэйна в будущем.
- Уизл — человек с клыками. Он выступает как враг Дамиана Уэйна в будущем.
- Аботтоир (Арнольд Этчисон) — серийный убийца, который убил членов своей семьи. Он убит Азраилом во время его пребывания на посту Бэтмена.[12][13][14]
- Актуарий — математический гений, который помогал Пингвину в совершении преступлений.
- Амикадала (Аарон Хелзингер) — накачанный человек с детским нравом, но если нужно он быстро превращается в убийственного монстра. Он был остановлен Бэтменом, применившим удар по задней части шеи.
- Большая Белая Акула (Уоренн Уайт) — попал в Аркхем пытаясь избежать тюремного срока. Там чуть не был убит Джейн Доу, которая хотела выдать себя за него. Из-за обширного обморожения облысел, получил бледную кожу и «потерял» нос, губы и несколько пальцев.
- Брутал — является экспертом по применению ножей и лезвий, благодаря этим способностям он мог причинять ужасную боль своим жертвам.
- Глушитель (Сэмюэл Тит) — злодей, который оставляет загадки для Бэтмена, похож на Думателя и Загадочника.
- Птица — помог Бэйну утвердиться в Готэме.[15]
- Синий Бэтмен — в альтернативной вселенной, Синий Бэтмен был преступником, который носил костюм Бэтмена.[16]
- Калькулятор (Ной Крутер) — является очень умным преступником, который борется против Бэтмена и Лиги Справедливости, и носит костюм похожий на карманный калькулятор. Теперь, опираясь исключительно на свой ум, он работает в качестве успешного брокера информации, получая по $ 1000 за каждый вопрос. Он считает Оракула своим заклятым врагом. Также по описанию Мэрлина он является Оракулом без всяких моральных принципов[17].
- Капитан Стингэри[англ.] (Карл Кортни) — преступник, является искусным фехтовальщиком
- Кавалер — первым Кавалером был Мортимер Дрейк. Он всё время цитировал Шекспира. Вторым Кавалером был Хадсон Пайл. В этой версии Кавалер является бесстрашным героем, который становится символом СМИ.[18]
- Цезарь — является прихвостнем Макси Зевса. Однажды объединился с Анархией.
- Шарлатан — актёр успешно выдававший себя за Двуликого. Также иногда и за других психов Готэма. В данный момент находится в Аркхэме.
- Щитомордник — злодей, носящий змеиный костюм. Он совершает многочисленные кражи, прежде чем наконец-то был задержан Бэтменом и первой Бэтгёрл. В конце концов он становится наемным убийцей и позже продаёт свою душу демону Нерону в обмен на большую силу, превращается в гибрид человека и змеи. Второй Щитомордник, принц Натан, является членом Террор титанов.
- Корнелиус Стирк — заключенный Аркхэма, который обладает скрытой психической способностью гипноза. Он считает, что умрет, если не будет есть человеческие сердца.
- Доктор Фосфор (Александр Сарториус) — является безумным преступником испускающим радиацию.
- Ластик (Леонардо Фиаско) — является профессионалом в заметении следов других преступлений. Был одноклассником Брюса Уэйна. За 20 % награбленного он будет стирать следы ваших преступлений.
- Джентльмен Дух (Джеймс Крэддок) — призрак убитого вора. Изначально был врагом Хоукмэна, но периодически становился врагом Бэтмена. Обрёл большую популярность в мультсериале Бэтмен: Отважный и смелый, где был главным врагом Шерлока Холмса. Вскоре был побеждён Бэтменом, а также демоном Этриганом. По преданиям Джентльмена Духа проклял демон, и из-за этого Джентльмен Дух не сможет покинуть мир живых.
- Лезо (Томас Милан) - охотник за головами, специалист по холодному оружии
- Шалтай-Болтай (Хамфри Дамплер) — полный, добродушный человечек. Получил это прозвище по привычке собирать всё сломанное. Если он считает, что вещь сломана, даже если это не так, он обязательно должен это починить. Так он оторвал конечности своей бабушке и заново пришил их.[19]
- Джейн Доу — человек, который одержимо изучает свою жертву: личности и манеры, а затем убивает их и носит их кожу.
- Горилла Гродд — горилла, во время ядерного взрыва, мутировавшая в гигантскую обезьяну с сильно развитым изобретательским интеллектом. Официально он является врагом Флэша, однако вскоре вошёл в список одного из самых злейших врагов Бэтмена.
- Сорока (Маргарет Пай) — является вором драгоценностей, которая выбирает только драгоценности, а затем заменяет ювелирные изделия минами-ловушками. Она является одним из злодеев, которые были убиты по приказу Большой Белой Акулы Счетоводом.
- Мим (Камилла Ортин) — девушка, которая совершает преступления в костюме мима. Она редко говорит, из-за чего люди думают, что она немая.[20]
- Музыкальный Мастер — злодей, умеющий управлять людьми через свою музыку. Хоть и появляется только в мультсериале, он использует свою силу сполна, заставляя героев и злодеев петь, танцевать и выполнять его приказы.[21]
- Ономатопея — серийный убийца. Получил своё имя потому, что он имитирует шум вокруг него, например, капающий кран, выстрелы и т. д. Его другие характеристики не известны, в том числе настоящее имя или черты лица. Он использует два полуавтоматических пистолета, снайперскую винтовку и армейский нож.[22]
- Орка (Грейс Бэлин) — была доктором морской биологии до того, как попала в аварию. После этого была разработана сыворотка, которая превратила её в гибрида человека и касатки. Орка была убита Счетоводом по приказу Большой Белой Акулы. Её труп был частично съеден Убийцей Кроком.
- Чёрная Манта — безумный суперзлодей, одержимый жаждой хаоса и масштабных разрушений. Главной его целью является захват Мирового океана. Носит на себе кибернетический тёмно-синий костюм, помогающий ему выживать под водой, а также умеющий стрелять плазменными зарядами. В своих преступлениях чаще всего использует взрывные устройства. Был одним из самых злейших врагов Аквамена, но вскоре стал и официальным врагом Бэтмена. Является одним из пациентов психиатрической лечебницы Arkham Asylum.[источник не указан 4839 дней]
- Крошка Ду — женщина роста девочки. Использует оружие в кукле.
- Кинжал (Дэвид Реннингтон) — владелец компании по производству ножей, занимавшийся рэкетом.
- Мистер Камера — злодей, использующий камеры в своих преступлениях.